# Emmesomyia megastigmata
Emmesomyia megastigmata är en tvåvingeart som beskrevs av Ma, Mou och Fan 1981. Emmesomyia megastigmata ingår i släktet Emmesomyia och familjen blomsterflugor. Inga underarter finns listade i Catalogue of Life.